# 無効試合
無効試合（むこうじあい）は、スポーツの試合中に選手が何らかのルール違反を起こした場合、または何らかの原因で試合続行不能になった場合に適用されることがある措置である。
その試合中の全ての記録はなされないものとして扱われる。ただし、格闘技などで無効試合の当事者となった選手の戦績にはNC（No Contest:ノー・コンテスト）として記録される。

## 概要
大きく分けて、進行中の試合を審判員その他立会人の判断で打ち切る場合と、一度決着ついた過去の試合について統括組織の判断で勝敗を取り消す場合がある。
プロレスにおいては、第三者の乱入やレフェリーの負傷によって試合が収拾不能に陥った場合がほとんどであるが、ごくまれに試合が真剣になり過ぎる状態になったがために無効試合が宣告される場合がある（俗称で言う所の「ガチンコ」である。主なものとしては1986年4月29日の前田日明 対 アンドレ・ザ・ジャイアント戦など）。
ボクシングや総合格闘技などでは誤審や運営面の不手際、ドーピングなどの違反行為が発覚したり、公正な試合運営が不能な状況に陥った場合に無効試合の裁定が下される。一方で、偶然のバッティングで規定ラウンドより前に試合が停止した場合にも公式ルール上は無効試合とする団体もあるが、ボクシングでは無判定（No Decision）と呼ばれ、国際ボクシング連盟（IBF）を除き無効試合とは異なる扱いになる（日本国内では引き分け扱い）。また、総合格闘技では計量失格となった選手が勝利した場合に無効試合扱いとする団体が多い。
エキシビションを無効試合扱いで戦績に含める場合もある。
なお、タイトルマッチが無効試合となった場合は王者の防衛となるが防衛回数には数えられない。一方、無効試合となった要因が王者側にある場合は王座剥奪に至ることもある。全日本女子プロレスの主要タイトルを認定するWWWAルールでは、王者の反則負けは無効試合扱いにして王座剥奪（協会預かり）にしていた。
格闘技以外でも、何らかの理由によって公正な試合運営が不能な状況となった場合は無効試合にされることがある。サッカーの場合だと、記録・勝ち点を無効とする処置が行われる。

## 無効試合となった主な試合と選手

### ボクシング
- 1947年4月18日、ニューヨーク州聖ニコラスアリーナでマリオ・ラモンVSボビー・ウィリアムズの4回戦にて初回途中でレフェリーのベニー・レナードが心臓発作で倒れ死亡したため、無効試合となった。
- 1968年10月25日、WBA・WBC世界ミドル級タイトルマッチのサンドロ・マジンギVSフレディ・リトル戦で、マジンギが劣勢にあった8回にレフェリーが突如無効試合を宣告した。これはその後「地元判定」（ホームタウンディシジョン）と判断され、マジンギは王座を剥奪された。
- 1995年12月9日、IBF世界ヘビー級王座決定戦でフランソワ・ボタがアクセル・シュルツに12回判定で勝利し王座を獲得したが、試合後の尿検査でボタのドーピング反応が出たため、当事者のボタは王座剥奪と罰金5万ドルの処罰を受けた。
- 2006年11月4日、ラスベガスのマンダレイベイ・イベントセンターで行われたIBF世界フェザー級タイトルマッチのロバート・ゲレーロVSオルランド・サリド戦、3-0の判定勝ちでサリドが王座を奪取したが、試合後のドーピング検査で陽性反応が出たため無効試合となり王座剥奪に至った。
- 2007年9月8日、メキシコで行われたアマチュアボクシング大会グアンテス・デ・オロのバンタム級少年の部の3回戦に出場した亀田和毅が現地の13歳ギゼルモ・トレロに判定1-2で敗れたが、試合後に判定を不服とした亀田サイドが猛抗議し、一転して無効試合となった。アマチュアでこのような措置が行われるのは極めて異例である。
- 2007年12月15日、メキシコ・カンクンにて行われたWBC世界フェザー級王座挑戦者決定戦の松田直樹VSルディ・ロペス戦が、一時的に松田の8回TKO勝利と発表されたものが、規定どおりならば負傷判定に至るものであったことがわかり無効試合となった。
- 2009年7月9日、オーストラリア・シドニーで行われたWBOアジア太平洋フェザー級暫定王座決定戦の山口賢一VSビリー・ディブ戦で山口は1回TKO負けを喫したが、ディブの2度のダウンのうち1度目をスリップと判断され、逆に山口がスリップ気味にダウンしたところを加撃されたのに反則を取らずレフリーストップとなった。このため山口陣営は試合直後に猛抗議し、8月4日にビデオ判定の結果、無効試合となった。
- 2013年5月17日、モスクワ州クラスノゴルスク市で行われたWBA世界クルーザー級王座統一戦は休養王者のギレルモ・ジョーンズが正規王者のデニス・レベデフに11回2分4秒KO勝ちを収め王座統一に成功し正規復帰を果たしたのだが、試合後にジョーンズから禁止薬物のフロセミドに対する陽性反応を示したため同年10月18日にジョーンズから王座を剥奪しレベデフに王座を差し戻す判断がなされ、2年後の2015年6月11日に公式記録がジョーンズの勝利から無効試合に変更となった[1]。
- 2014年1月3日、IBF世界スーパーフェザー級タイトルマッチは、挑戦者ランセス・バルテレミーが王者アルヘニス・メンデスを2回KOで破ったが、フィニッシュブローがラウンド終了後にヒットしたため、メンデス側が猛抗議。ビデオ判定の結果、ミネソタ州アスレチックコミッションは1月30日に「バルテレミーのパンチは2ラウンド終了ゴング後」と発表し、無効試合に改めた[2]。
- 2015年5月1日、ネバダ州ラスベガスで行われた粟生隆寛対レイムンド・ベルトランは、ベルトランが2回1分29秒TKOで勝利（当初この試合はWBO世界ライト級王座決定戦として予定されていたが、前日計量でベルトランに体重超過があったため粟生が勝利した場合のみ王座獲得とされており、この結果を受け王座は引き続き空位となった）。しかし、ネバダ州アスレチック・コミッションが実施した薬物検査で違反薬物のスタノゾロールに対する陽性反応が出た為、8月13日のコミッション発表よりベルトランの勝利を取り消して無効試合とし、併せてベルトランに対してファイトマネーの30%にあたる罰金2万5千500ドルと9か月間の出場停止処分が科せられた。
- 2016年3月5日、グロズヌイのアフマド・アレーナで行われたWBA世界ヘビー級タイトルマッチは挑戦者のルーカス・ブラウンが王者のルスラン・チャガエフに10回2分2秒TKO勝ちを収めオーストラリア初のヘビー級王者となった。しかし試合後にVADAが実施した薬物検査でクレンブテロールに対する陽性反応が出た。さらに5月12日にブラウンの予備検体でもクレンブテロールの陽性反応が検出されたことで、WBAはブラウンからWBA世界ヘビー級王座を剥奪し6か月間の出場停止処分を科した[3]。さらに同年5月21日、WBA会長のヒルベルト・ヘスス・メンドーサが「WBAのドーピング規定に則り同年3月5日に行われたルスラン・チャガエフ対ルーカス・ブラウン戦の試合結果は無効試合とします。敗者となっていたチャガエフは試合前の地位であるWBA世界ヘビー級王者に復帰することとなります。」と述べ、チャガエフ対ブラウン戦の試合結果はブラウンの10回2分2秒TKO勝ちから無効試合に変更となり、2016年6月8日に発表された2016年5月度ランキングでWBA世界ヘビー級王座はチャガエフに正式に返還されたことが確認された[4]。
- 2017年6月17日、マンダレイ・ベイ・イベント・センターで行われたWBA世界スーパーバンタム級王者のギレルモ・リゴンドウとWBA暫定およびIBO世界同級王者のモイセス・フローレスによるWBA世界同級団体内王座統一戦およびIBO世界同級タイトルマッチは、初回終了のゴングが鳴った間際にフローレスがリゴンドウの左フックで大の字になってダウンしたものの左フックはゴングが鳴った後に放った加撃によるものではないかとレフェリーのビック・ドラクリッチと試合を管轄したNSACのエグゼクティブ・ディレクター、ボブ・ベネットがリングサイドで音声の無い映像を見て協議をした結果、試合を放送したHBOの制作スタッフから『リゴンドウのパンチはゴングが鳴る前に決まった』と聞いたことからドラクリッチが左フックはゴング前に決まったものと裁定を下し、リゴンドウはKO勝ちを収めWBA王座統一および10度目の防衛、IBO王座の獲得に成功した[5][6][7]。しかし試合から9日後の同年6月26日にNSACは会合を開き、試合の映像と音声を検証したNSACはリゴンドウを勝利に導いた左パンチは初回終了を告げるゴングの後に放たれたものであるとの結論に達したが、「パンチは意識的に放ったものではなく、攻防の流れの中で繰り出したもの」というドラクリッチの証言を重視した上でリゴンドウの反則負けは回避されたものの、満場一致で試合結果をリゴンドウの初回終了時KO勝ちから無効試合に変更すると決定した[8][9][10]。
- 2017年12月9日、マンダレイ・ベイ・イベント・センターにてミゲル・ローマンVSオルランド・サリドの前座で行われた尾川堅一とIBFスーパーフェザー級5位のテヴィン・ファーマーとのIBF世界同級王座決定戦は尾川が12回2-1（116-112、115-113、112-116）の判定勝ちを収め王座獲得に成功した[11][12][13][14]。しかし、試合から1ヵ月後の2018年1月19日に試合を管轄したネバダ州アスレチック・コミッションの定例会議で試合4日前の2017年12月5日に抜き打ちのドーピング検査を行った際、尾川の尿サンプルから禁止薬物のアンドロスタネディオル（合成テストステロン）がAサンプル、Bサンプル共に陽性反応を示したことが判明[15][16]。尾川が所属する帝拳ジムの本田明彦会長は「11月20日頃に風邪をひいて薬を飲んだことや、アトピーの薬の使用などの申告漏れがあった」と説明した[17]。2018年4月18日、ネバダ州コミッションは“尾川の勝利”とされた試合を“無効試合”の裁定を下して試合結果を訂正した。この結果、尾川の王座獲得は無効となり、同コミッションから6ヵ月の資格停止処分を受け、7万ドルのファイトマネーから20％の1万4千ドル（約150万円）の罰金支払いを命じられた[18][19]。尾川は禁止薬物を意図的に摂取したことを否定し、試合までの6か月間に摂取した食べ物やサプリメントなどのリストを提出、原因は持病のアトピー性皮膚炎の塗り薬が有力と考えていたものの、リスト中のいずれにもテストステロンは含まれていなかったとの分析結果がネバダ州コミッションより出されていた[20][21]。これを受けて5月28日、日本ボクシングコミッション（JBC）は、尾川に対して2017年12月10日に遡ってボクサーライセンスの1年間停止処分を科した[22]。これにより尾川は同年12月9日まで日本国内での試合は事実上の出場停止となった[22]。
- 2023年12月9日、アラブ首長国連邦・ドバイのアガンダ・アリーナで行われたエフゲニー・ティシェンコとレオン・ハーツによるWBA世界スーパークルーザー級初代王座決定戦は、ティシェンコが6回2分45秒KO勝ちを収め王座を獲得した。しかし2024年3月30日、試合を管轄したドバイの中東プロボクシング委員会が試合後の薬物検査でティシェンコから2-アミノ-5-メチルヘキサンの陽性反応が示されたことをWBAに報告、同年4月5日に提出したBサンプルにも同様の禁止物質の陽性反応が示されたため、同年5月22日付でWBAは試合結果を無効試合に変更した上でティシェンコに王座認定取り消しの措置を、中東プロボクシング委員会はティシェンコに1年間の出場停止処分をそれぞれ下した。
- 2024年4月20日、ニューヨークのバークレイズ・センターで行われたデヴィン・ヘイニーとライアン・ガルシアによるWBC世界スーパーライト級タイトルマッチは、ガルシアが番狂わせとなる12回2-0（112-112、114-110、115-109）の判定勝ちを収めた（なお、前日計量でガルシアはスーパーライト級の規定体重を3.2ポンド（約1.4kg）の体重超過となる143.2ポンドで計量失格となり王座獲得の資格を剥奪されたため、試合結果を受けヘイニーは当初保持していた王座は空位となるはずだったが、WBC会長のマウリシオ・スライマンはヘイニーが王座を引き続き保持すると発表した）。しかし2024年5月1日、VADA（ボランティア・アンチ・ドーピング協会）が前日計量後と試合直後に2回実施した薬物検査で、ガルシアから採取された尿のAサンプルから2回ともパフォーマンス向上薬の一種であるオスタリンの陽性反応が検出され、22日後の同年5月23日にもAサンプルに続きBサンプルからも同様にオスタリンの陽性反応が検出されたと報道された。そして2024年6月20日、ガルシアの勝利を取り消して無効試合に変更とし、併せてガルシアに対して1年間の試合出場停止と契約書に記載されたPPVボーナスを除いたファイトマネー120万ドル（約1億9000万円）の全額没収、1万ドル（約150万円）の制裁金といった処分を科した。
- 2025年5月10日、カリフォルニア州サンディエゴのペチャンガ・アリーナで行われたWBO世界スーパーフェザー級王者エマヌエル・ナバレッテとWBO世界同級1位のチャーリー・スアレスによるWBO世界同級タイトルマッチは、6回開始早々にナバレッテが偶然のバッティングで左目上をカットし、8回開始直後にドクターチェックが入りドクターストップにより試合続行不可となり、ナバレッテが8回1秒3-0（78-75、77-76×2）の負傷判定勝ちを収めた[23]。しかし、数時間後に試合を中継したESPNが別角度から編集したリプレイ映像からはナバレッテの負傷の原因がバッティングではなくスアレスの左パンチであると確認され、試合を管轄したカリフォルニア州コミッションはレフェリーのエドワード・コリャンテスの誤審により試合の結果を無効試合とするかを求め[24]、同年6月2日付で誤審を認め試合結果を無効試合に変更した[25]。
- 2025年6月21日、バーミンガムのBP・プラス・ライブで行われたWBC世界フライ級暫定王者のガラル・ヤファイとWBC世界同級1位で元IBF・WBO世界ミニマム級統一王者のフランシスコ・ロドリゲス・ジュニアによるWBC暫定世界フライ級タイトルマッチは、ロドリゲス・ジュニアが12回3-0（119-108×2、118-109）の判定勝ちを収め王座獲得に成功、2階級制覇を果たした[26]。しかし、試合から2週間後の同年7月9日にマッチルーム・スポーツは試合後にVADAが実施したドーピング検査でロドリゲス・ジュニアの体内から禁止薬物である興奮剤・ヘプタミノールの陽性反応が検出されたと発表。その後、同年7月27日付で試合結果を無効試合に変更、ロドリゲス・ジュニアの暫定王座は無効となり同王座をヤファイに差し戻し、結果的にロドリゲス・ジュニアの2階級制覇とヤファイの初黒星はどちらも幻となり加えて両者の再戦が発表され、ロドリゲス・ジュニアはドーピング違反によるライセンス停止処分はされなかったものの2026年6月21日までの約1年間の保護観察措置を受けた[27]。

### 総合格闘技
- 2003年12月31日、K-1 PREMIUM 2003 Dynamite!!で行われたアレクセイ・イグナショフVS中邑真輔戦は、レフリーストップによりイグナショフの3回KO勝ちと宣告されたが、中邑はダウン後に立ち上がっていたなどを理由に大会後に中邑及び上井文彦新日本プロレス執行役員が猛抗議した。協議の結果、無効試合となりその後K-1 ROMANEXで再戦が行われ中邑が勝利した。
- 2005年12月31日、K-1 PREMIUM 2005 Dynamite!!において、ヒース・ヒーリングがゴング前に中尾芳広を殴り反則負けとなったが、後に挑発行為を行った中尾芳広にも原因があるとし両者失格の無効試合となった。
- 2006年10月23日、「XFS II」で坂井澄江がエイミー・デイビスからタップを奪い勝利したが、タイムキーパーのミスがあったため無効試合となった。
- 2006年12月31日、K-1 PREMIUM 2006 Dynamite!!で桜庭和志と対戦した秋山成勲がスキンクリームを全身に塗布するルール違反を犯した。桜庭サイドの猛抗議により、試合後秋山は失格とファイトマネーの全額没収となった。
- 2007年12月31日、やれんのか! 大晦日! 2007で三崎和雄に1RKO負けを喫した秋山成勲が試合後に「四点ポイント中に顔面を蹴られたからルール違反である」と抗議文を提出した。秋山側の抗議が認められる形で2008年1月22日に無効試合となった。
- 2010年6月5日、ハワイ州ブレーズデル・アリーナで行われたX-1 WORLD EVENTSの石井慧VSマイルス・ティナナス戦で石井は1回反則負けを喫したが、石井がダウンを奪っており、その後はレフェリーの動きや判断を考慮した上で無効試合となった。
- 2010年6月20日、SRC13の大澤茂樹VS戸井田カツヤ戦において、戸井田の蹴りが大澤の股間に当たりローブローとなり、戸井田の反則負けとなっていたが、戸井田が不服として提訴した。協議の結果、股間に当たっていたかどうかの判断が難しいため無効試合となった。
- 2023年6月24日、RIZIN.43において木村"フィリップ"ミノルがロクク・ダリとキックボクシングルールで対戦、木村が1回KO勝ちを収めたが、WADA基準のドーピング検査で陽性となり筋肉増強剤の使用が判明、木村が半年前から筋肉増強剤を使用していたことを2023年9月2日に行われたRIZINの記者会見で表明、同日付で試合結果を無効試合に変更した上で木村は罰金処分と半年間の出場停止処分を受けた。また後日、木村が出場した2022年12月28日の巌流島と2023年3月5日のKNOCK OUTの2試合の結果についても無効試合に変更された。

### その他格闘技
- 1972年11月27日、国際プロレス愛知県体育館大会にて日本初の金網タッグデスマッチとして、WWA世界タッグ王座戦ディック・ザ・ブルーザー&クラッシャー・リソワスキーVSストロング小林&グレート草津が行われたが、ルールを完全には理解できていなかった外国人組が日本人組とレフェリーの阿部脩をノックアウトし、サブレフェリーの前溝隆男にも暴行を加えた上で金網の出入口から脱出する暴挙を働き、無効試合となったが、これに納得がいかない観客の暴動に発展した。
- 1986年4月29日、新日本プロレスにおける前田日明VSアンドレ・ザ・ジャイアント戦で不穏なムードの中、アンドレが唐突に前田の怪我を狙った「プロレスの限度を超えた」攻撃を仕掛ける。これに対し前田も膝を狙ったローキックで応戦し完全にガチンコでの応酬となり、最終的には無効試合の裁定となった。
- 2001年3月17日、「K-1 GRADIATORS 2001」で行われたジェロム・レ・バンナVSマイク・ベルナルド戦で、ベルナルドが1回KO勝ちしたが、大歓声で1R終了のゴングが聞こえなかったこと、さらにKOしたパンチがゴング後であったとして後日無効試合となった。
- 2015年2月22日、女子プロレス・スターダム後楽園ホール大会メインイベントのワールド・オブ・スターダム王座タイトルマッチにおいて、挑戦者の安川惡斗が王者の世IV虎に対してパンチを繰り出したことからノーガードの殴り合いに発展し、激昂した世IV虎が安川の顔面に執拗にパンチを見舞う一方的な展開となり7分45秒に安川側セコンドの木村響子が和田京平レフェリーの求めに応じてタオルを投入したことでTKOで世IV虎の防衛となった。だが、流血してもなおマウントを取り攻撃を加えるという世IV虎の常軌を逸した行為およびタイトルマッチにもかかわらず一切の組み合い・技の出し合いすらないままに試合が終わるというプロレスらしからぬ決着に批判が続出した[28]。
  - 安川は世IV虎の打撃によって頬骨骨折などの重傷を負ったこともあり、2月25日に世IV虎の勝利を取り消しての無効試合と世IV虎の王座剥奪が発表された[29]。

### 球技
- UEFA EURO 2008予選で、アルメニア対アゼルバイジャンが政治的・治安上の理由から行われないこととなった。勝ち点の付与はなく、無効試合の1種といえる。
- AFCチャンピオンズリーグ2020にて、新型コロナウイルス感染症の影響で数クラブが大会への参加を辞退したため、一部の試合が無効試合として扱われた。
- 2025年2月19日、AFCチャンピオンズリーグエリート2024/25のリーグステージにて、山東泰山がこの日予定されていた蔚山HDとの試合を行わないとしたため、大会を棄権したものとして取り扱われ、山東泰山が絡む試合が遡及的に無効試合として扱われた[30]。